# سورپرایز (آریزونا)
سورپرایز (به انگلیسی: Surprise) شهری در شهرستان مریکوپا ایالت آریزونا است که در سرشماری سال ۲۰۱۰ میلادی، ۱۱۷٬۵۱۷ نفر جمعیت داشته‌است. سورپرایز، به‌طور رسمی در تاریخ ۱۹۶۰ میلادی به‌عنوان یک شهر شناخته شد.